# Golfanlage Schloss Nippenburg
Die Golf Nippenburg früher Golfanlage Schloss Nippenburg ist ein Golfplatz in der Nähe von Schwieberdingen, am nordwestlichen Rand von Stuttgart. Die 18-Loch-Golfanlage hat ihren Namen vom in direkter Nachbarschaft liegenden Herrenhaus Schloss Nippenburg. Der Golfplatz wird von der Golfclub Nippenburg GmbH (GCN), einem Tochterunternehmen der Golfclubmanagement Gesellschaft CLUBHAUS AG betrieben.

## Geschichte
Die Ruine der Nippenburg und das Herrenhaus Schloss Nippenburg befinden sich in unmittelbarer Nähe zur Golfanlage. Das Logo der Anlage, mit dem geöffneten Adlerflug auf blauem Grund und den zwei Schenkenbechern, ist angelehnt an das Wappen der Herren von Nippenburg.
Das 90 Hektar große, einst landwirtschaftlich genutzte Gelände wurde 1995 zu einer modernen Golfanlage umgestaltet. Für die Planung des 6.154 Meter langen bei Par 71 liegenden Course war der deutsche Spitzengolfer Bernhard Langer verantwortlich. 

## Golfanlage
Neben dem 18-Loch-Meisterschaftsplatz existiert eine Übungsanlage mit einer doppelstöckigen Driving Range, Putting- und Chipping-Greens sowie drei Übungsbunkern. Der markante weiße Turm des Clubhauses ist bereits von weitem zu sehen. Zur Golfanlage gehört ein öffentliches Restaurant, welches sich im Hauptgebäude befindet.

## Veranstaltungen
Weltweit bekannt wurde die Golfanlage Schloss Nippenburg durch die von 1995 bis 1997 hier ausgetragenen German Open. In die Gewinnerliste der jeweils mit knapp zwei Millionen Mark dotierten Turniere trugen sich 1995 der Schotte Colin Montgomerie, 1996 der Waliser Ian Woosnam sowie 1997 der Spanier Ignacio Garrido ein.